# Florentyn Felipe Naya
Florentyn Felipe Naya SchP, hiszp. Florentín Felipe Naya (ur. 10 października 1856 w Alquézar, zm. 9 sierpnia 1936 Azanuy-Alins) – hiszpański brat zakonny z Zakonu Kleryków Regularnych Ubogich Matki Bożej Szkół Pobożnych, ofiara antykatolickich prześladowań Kościoła katolickiego w czasach hiszpańskiej wojny domowej, zamordowany z nienawiści do wiary łac. odium fidei.

## Życiorys
Pochodził z katolickiej rodziny Miguela i Francisci. Po ukończeniu szkół wstąpił do nowicjatu pasjonistów w Peralta de la Sal i tam, 27 lutego 1876 roku przywdział habit zakonny. Pierwsze śluby zakonne złożył 7 marca 1880 roku, zaś uroczystą profesję 29 kwietnia 1883 roku. Przyjął imię zakonne Florentyn od świętego Franciszka Borgiasza. Powołanie realizował jako brat zakonny służąc w Saragossie (1880–1886 i 1919–1920), Tafalla (1886 i 1899–1913), Daroca, Caspe (1886–88), Molina de Aragón (1888–1894 ), Alcañiz (1894–1899 i 1920–1929), Pampelunie (1913–1919) i Peralta de la Sal (1929–1936) gdzie przybył już gdy niedomagał na zdrowiu i utracił wzrok. Był seniorem wspólnoty, cenionym za prostotę, pokorę, życzliwość, zaangażowanie w doskonaleniu duchowym, skromność i posłuszeństwo. 23 lipca 1936 roku do miasta wkroczyli komunistyczni bojówkarze z Binéfar, próbowali zająć szkołę pijarów, a następnie spalili kościół i zniszczyli posąg św. Józefa Kalastego. Wraz z innymi zakonnikami został aresztowany i 9 sierpnia rozstrzelany razem z Faustynem Oteiza Segurą. W niewoli, przygotowując się na śmierć oddawał się modlitwie różańcowej. Gdy prowadzono go na miejsce egzekucji powiedział:
„Niech będzie Bóg uwielbiony”.
Relikwie męczenników znajdują się w kościele pijarów w Peralta de la Sal.

## Znaczenie
Zginął mimo tego że nie był zaangażowany w konflikt i nie prowadził działalności politycznej.
1 października 1995 roku na rzymskim Placu Świętego Piotra papież Jan Paweł II dokonał beatyfikacji czterdziestu pięciu ofiar prześladowań okresu „czerwonego terroru w Hiszpanii” wśród których był Florentyn Felipe Naya w grupie trzynastu pijarskich męczenników.
W Kościele katolickim dniem wspomnienia liturgicznego każdego z otoczonych kultem jest dies natalis (9 sierpnia), zaś grupa błogosławionych zakonników wspominana jest 22 września.